# 이학윤
이학윤(2000년 3월 9일 ~ )는 대한민국의 축구 선수로, 포지션은 골키퍼이다.